# Francesc Planas i Casals
Francesc d'Assís Planas i Casals (Badalona, 25 de juny de 1845 - 15 de febrer de 1911) va ser un periodista badaloní, fundador i director d'El Eco de Badalona, setmanari degà de la premsa badalonina.

## Biografia
Va néixer en una família de corders i pescadors de Badalona. Molt aviat es quedà orfe però, tanmateix, tingué accés a l'estudi de lletres i passà a treballar com auxiliar d'escriptori d'un comerç a Barcelona, per a després passar a treballar amb el seu oncle a les oficiones del Ferrocarril de Norte; llavors, també s'instal·là a la plaça Nova de Barcelona i hi va obrir una xocolateria.
El 1868 comença a fer col·laboracions amb el diari La Crónica de Cataluña. Aquí es va a interessar i decantar per les idees liberals progressistes de Prim i Espartero, a més del fet que conegué a escriptors i literats, com el dramaturg José Zorrilla.
Acabada la revolució de setembre de 1868, amb la col·laboració de Pere Renom i Riera, va intentar crear un periòdic local a Badalona. Passades les primeres dificultats va aconseguir fundar El Eco de Badalona, que es va convertir en el setmanari degà de la premsa badalonina. Es va convertir alhora en l'òrgan dels liberals badalonins identificats amb Espartero, hi van col·laborar com a protectors o redactors notables personalitats locals, entre d'altres Josep Solà, Josep Caritg, Sebastià Badia o Esteve Torent. El mateix Planas hi va escriure utilitzant el pseudònim Guzmán i sota el lema «Libertad y Orden». El setmanari va tenir una vida curta i va deixar de publicar-se el 18 d'abril de 1869, a causa de la manca de vendes i subscriptors i el dèficit acumulat. Planas es va plànyer de l'escàs èxit obtingut entre els badalonins, comparant la ciutat amb altres com Mataró, Sabadell o Vic, que tot i ser de menor importància, tenien dos o més publicacions locals.
Després de l'aventura a Badalona, va continuar com a corresponsal d'alguns diaris, però va mantenir sempre la idea de fer sortir una publicació a Badalona. Es feu realitat el 6 d'octubre de 1878, gairebé deu anys més tard, quan va iniciar la seva segona etapa El Eco de Badalona, en un moment en el qual la vila ja havia patit una gran transformació, Planas s'hi traslladà a viure i hi va fundar també la primera impremta, on confeccionava el setmanari. Durant aquesta segona etapa, destaca l'organització, l'agost de 1879, dels primerscertamens literaris anuals que se celebraren durant uns anys, en els quals hi van participar personalitats com Frederic Soler, conegut com a Pitarra, Antoni Bori i Fontestà i Joan Maragall.
Malalt des de 1897, va morir el 1911 i la seva feina al setmanari la continuaren el seu fill Antoni Planas i Carreté i el seu net Antoni Planas i Viscarri.
El 12 d'abril de 1949, l'Ajuntament de Badalona va donar el seu nom a l'antic carrer del Sol, a cavall dels barris del Centre i de Casagemes.